# Cupa Cupelor 1985-1986
Sezonul de Cupa Cupelor 1985-1986 a fost câștigat de Dinamo Kiev.

## Prima rundă
| Echipa 1             | Scor gen. | Echipa 2              | Tur | Retur |
| -------------------- | --------- | --------------------- | --- | ----- |
| Rapid Viena          | 6–1       | Tatabánya Bányász     | 5–0 | 1–1   |
| Fram Reykjavík       | 3–2       | Glentoran             | 3–1 | 0–1   |
| AS Monaco            | 2–3       | Universitatea Craiova | 2–0 | 0–3   |
| Utrecht              | 3–5       | Dinamo Kiev           | 2–1 | 1–4   |
| AEL Limassol         | 2–6       | Dukla Praga           | 2–2 | 0–4   |
| AIK                  | 13–0      | Red Boys Differdange  | 8–0 | 5–0   |
| AEL 1964             | 1–2       | Sampdoria             | 1–1 | 0–1   |
| Lyngby               | 4–2       | Galway United         | 1–0 | 3–2   |
| Steaua Roșie Belgrad | 4–2       | Aarau                 | 2–0 | 2–2   |
| Fredrikstad          | 1–1 (a)   | Bangor City           | 1–1 | 0–0   |
| Atlético Madrid      | 3–2       | Celtic                | 1–1 | 2–1   |
| HJK Helsinki         | 5–3       | Flamurtari            | 3–2 | 2–1   |
| Cercle Brugge        | 4–4 (a)   | Dynamo Dresda         | 3–2 | 1–2   |
| Żurrieq              | 0–12      | Bayer Uerdingen       | 0–3 | 0–9   |
| Galatasaray          | 2–2 (a)   | Widzew Łódź           | 1–0 | 1–2   |

Bye: Benfica 

### Prima manșă
| Rapid Viena                                    | 5 – 0 | Tatabányai Bányász |
| ---------------------------------------------- | ----- | ------------------ |
| Halilović 18', 69', 72' Kienast 58' Krankl 62' |       |                    |

| Fram Reykjavík                    | 3 – 1 | Glentoran |
| --------------------------------- | ----- | --------- |
| Torfason 47', 60' Thorkelsson 85' |       | Bowers 1' |

| AS Monaco                | 2 – 0 | Universitatea Craiova |
| ------------------------ | ----- | --------------------- |
| Bellone 21' Genghini 72' |       |                       |

| Utrecht                | 2 – 1 | Dinamo Kiev    |
| ---------------------- | ----- | -------------- |
| Kruys 40' van Loen 63' |       | Demyanenko 82' |

| AEL Limassol         | 2 – 2 | Dukla Praga           |
| -------------------- | ----- | --------------------- |
| Savva 55' Farkaš 62' |       | Korejčík 36' Pelc 78' |

| AIK                                                                                       | 8 – 0 | Red Boys Differdange |
| ----------------------------------------------------------------------------------------- | ----- | -------------------- |
| Andersson 2' Dahlkvist 5', 59' Bergman 46', 55' Lundmark 60' Zetterlund 77' Johansson 80' |       |                      |

| AEL 1964       | 1 – 1 | Sampdoria   |
| -------------- | ----- | ----------- |
| Mitsibonas 39' |       | Mancini 82' |

| Lyngby          | 1 – 0 | Galway United |
| --------------- | ----- | ------------- |
| Christensen 36' |       |               |

| Steaua Roșie Belgrad     | 2 – 0 | Aarau |
| ------------------------ | ----- | ----- |
| Musemić 22' Ǵurovski 72' |       |       |

| Fredrikstad | 1 – 1 | Bangor City  |
| ----------- | ----- | ------------ |
| Deunk 87'   |       | Williams 60' |

| Atlético Madrid | 1 – 1 | Celtic       |
| --------------- | ----- | ------------ |
| Setién 34'      |       | Johnston 70' |

| HJK Helsinki                        | 3 – 2 | KS Flamurtari       |
| ----------------------------------- | ----- | ------------------- |
| Muhonen 8' Kanerva 25' Rantanen 34' |       | Muça 26' Bubeqi 65' |

| Cercle Brugge                          | 3 – 2 | Dynamo Dresda             |
| -------------------------------------- | ----- | ------------------------- |
| Vanthournout 23' Raes 26' Krnčević 81' |       | Trautmann 55' Kirsten 75' |

| Żurrieq | 0 – 3 | Bayer Uerdingen                   |
| ------- | ----- | --------------------------------- |
|         |       | F. Funkel 8', 35' Guðmundsson 89' |

| Galatasaray     | 1 – 0 | Widzew Łódź |
| --------------- | ----- | ----------- |
| Önal 13' (pen.) |       |             |

### A doua manșă
| Tatabányai Bányász | 1 – 1 | Rapid Viena   |
| ------------------ | ----- | ------------- |
| Schmidt 50'        |       | Weinhofer 61' |

| Glentoran  | 1 – 0 | Fram Reykjavík |
| ---------- | ----- | -------------- |
| Mullan 85' |       |                |

| Universitatea Craiova            | 3 – 0 | AS Monaco |
| -------------------------------- | ----- | --------- |
| Geolgău 19', 81' Bâcu 78' (pen.) |       |           |

| Dinamo Kiev                                           | 4 – 1 | Utrecht      |
| ----------------------------------------------------- | ----- | ------------ |
| Blokhin 10' Yaremchuk 20' Zavarov 55' Yevtushenko 60' |       | de Kruijk 8' |

| Dukla Praga                        | 4 – 0 | AEL Limassol |
| ---------------------------------- | ----- | ------------ |
| Luhový 29' Pelc 47', 65' Vízek 57' |       |              |

| Red Boys Differdange | 0 – 5 | AIK                                                             |
| -------------------- | ----- | --------------------------------------------------------------- |
|                      |       | Sundin 9' Bergman 14' Göransson 26' Andersson 80' Johansson 88' |

| Sampdoria   | 1 – 0 | AEL 1964 |
| ----------- | ----- | -------- |
| Mancini 41' |       |          |

| Galway United         | 2 – 3 | Lyngby                              |
| --------------------- | ----- | ----------------------------------- |
| Murphy 63' Bonner 78' |       | Christensen 9' Schäfer 42' Lyng 86' |

| Aarau                | 2 – 2 | Steaua Roșie Belgrad    |
| -------------------- | ----- | ----------------------- |
| Meyer 7' Zwahlen 37' |       | Musemić 3' Janković 17' |

| Bangor City | 0 – 0 | Fredrikstad |
| ----------- | ----- | ----------- |
|             |       |             |

| Celtic     | 1 – 2 | Atlético Madrid      |
| ---------- | ----- | -------------------- |
| Aitken 73' |       | Setién 39' Ramos 72' |

| KS Flamurtari | 1 – 2 | HJK Helsinki  |
| ------------- | ----- | ------------- |
| Ruci 11'      |       | Valla 9', 30' |

| Dynamo Dresda         | 2 – 1 | Cercle Brugge |
| --------------------- | ----- | ------------- |
| Pilz 37' Lippmann 48' |       | Krnčević 47'  |

| Bayer Uerdingen                                                                               | 9 – 0 | Żurrieq |
| --------------------------------------------------------------------------------------------- | ----- | ------- |
| Bommer 13', 32' F. Funkel 22' Raschid 29', 49' Loontiens 37', 82' Puszamszies 72' Feilzer 76' |       |         |

| Widzew Łódź           | 2 – 1 | Galatasaray |
| --------------------- | ----- | ----------- |
| Cisek 1' Leszczyk 90' |       | Keser 54'   |

## A doua rundă
| Echipa 1              | Scor gen. | Echipa 2             | Tur | Retur |
| --------------------- | --------- | -------------------- | --- | ----- |
| Rapid Viena           | 4–2       | Fram Reykjavík       | 3–0 | 1–2   |
| Universitatea Craiova | 2–5       | Dinamo Kiev          | 2–2 | 0–3   |
| Dukla Praga           | 3–2       | AIK                  | 1–0 | 2–2   |
| Benfica               | 2–1       | Sampdoria            | 2–0 | 0–1   |
| Lyngby                | 3–5       | Steaua Roșie Belgrad | 2–2 | 1–3   |
| Bangor City           | 0–3       | Atlético Madrid      | 0–2 | 0–1   |
| HJK Helsinki          | 3–7       | Dynamo Dresda        | 1–0 | 2–7   |
| Bayer Uerdingen       | 3–1       | Galatasaray          | 2–0 | 1–1   |

### Prima manșă
| Rapid Viena                 | 3 – 0 | Fram Reykjavík |
| --------------------------- | ----- | -------------- |
| Kranjčar 8' Pacult 80', 85' |       |                |

| Universitatea Craiova | 2 – 2 | Dinamo Kiev        |
| --------------------- | ----- | ------------------ |
| Bâcu 13', 81' (pen.)  |       | Yaremchuk 16', 24' |

| Dukla Praga | 1 – 0 | AIK |
| ----------- | ----- | --- |
| Korejčík 7' |       |     |

| Benfica                      | 2 – 0 | Sampdoria |
| ---------------------------- | ----- | --------- |
| Diamantino 47' Rui Águas 89' |       |           |

| Lyngby                        | 2 – 2 | Steaua Roșie Belgrad    |
| ----------------------------- | ----- | ----------------------- |
| Christensen 4' Spangsborg 40' |       | Ǵurovski 53' Mrkela 60' |

| Bangor City | 0 – 2 | Atlético Madrid        |
| ----------- | ----- | ---------------------- |
|             |       | da Silva 5' Setién 25' |

| HJK Helsinki | 1 – 0 | Dynamo Dresda |
| ------------ | ----- | ------------- |
| Lee 50'      |       |               |

| Bayer Uerdingen        | 2 – 0 | Galatasaray |
| ---------------------- | ----- | ----------- |
| Schäfer 35' Bommer 85' |       |             |

### A doua manșă
| Fram Reykjavík                  | 2 – 1 | Rapid Viena |
| ------------------------------- | ----- | ----------- |
| Jónsson 17' Torfason 88' (pen.) |       | Pacult 60'  |

| Dinamo Kiev                        | 3 – 0 | Universitatea Craiova |
| ---------------------------------- | ----- | --------------------- |
| Rats 7' Belanov 11' Demyanenko 13' |       |                       |

| AIK                          | 2 – 2 | Dukla Praga    |
| ---------------------------- | ----- | -------------- |
| Dahlkvist 14' Zetterlund 89' |       | Vízek 13', 60' |

| Sampdoria   | 1 – 0 | Benfica |
| ----------- | ----- | ------- |
| Lorenzo 51' |       |         |

| Steaua Roșie Belgrad              | 3 – 1 | Lyngby     |
| --------------------------------- | ----- | ---------- |
| Šugar 25' Nikolić 63' Đurović 84' |       | Vilmar 59' |

| Atlético Madrid | 1 – 0 | Bangor City |
| --------------- | ----- | ----------- |
| Landáburu 23'   |       |             |

| Dynamo Dresda                                                        | 7 – 2 | HJK Helsinki       |
| -------------------------------------------------------------------- | ----- | ------------------ |
| Sammer 19', 42' Lippmann 20', 69' Trautmann 40' Pilz 57' Kirsten 90' |       | Lee 49' Valvee 61' |

| Galatasaray | 1 – 1 | Bayer Uerdingen |
| ----------- | ----- | --------------- |
| Prekazi 81' |       | Herget 34'      |

## Sferturi

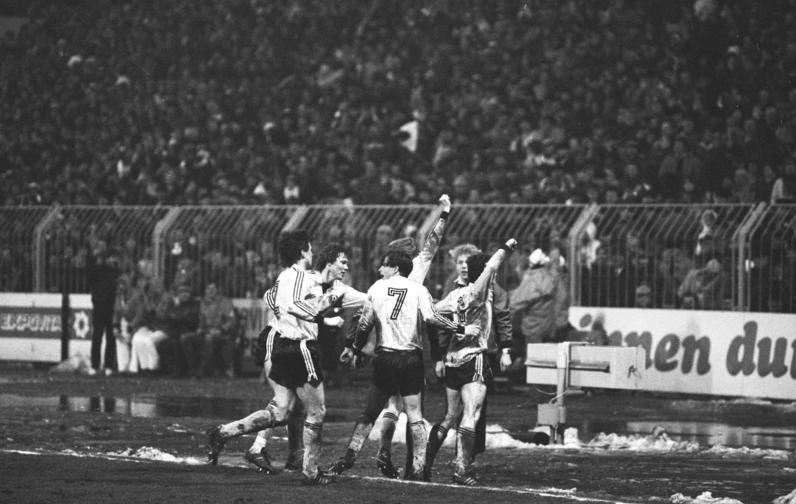
Frank Lippmann celebrates scoring Dresden's first goal against Uerdingen, with (L-R) Jörg Stübner, Matthias Döschner and Andreas Trautmann

| Echipa 1             | Scor gen. | Echipa 2        | Tur | Retur |
| -------------------- | --------- | --------------- | --- | ----- |
| Rapid Viena          | 2–9       | Dinamo Kiev     | 1–4 | 1–5   |
| Dukla Praga          | 2–2 (a)   | Benfica         | 1–0 | 1–2   |
| Steaua Roșie Belgrad | 1–3       | Atlético Madrid | 0–2 | 1–1   |
| Dynamo Dresda        | 5–7       | Bayer Uerdingen | 2–0 | 3–7   |

### Prima manșă
| Rapid Viena   | 1 – 4 | Dinamo Kiev                             |
| ------------- | ----- | --------------------------------------- |
| Willfurth 84' |       | Belanov 55', 61' Rats 68' Yakovenko 74' |

| Dukla Praga | 1 – 0 | Benfica |
| ----------- | ----- | ------- |
| Luhový 14'  |       |         |

| Steaua Roșie Belgrad | 0 – 2 | Atlético Madrid   |
| -------------------- | ----- | ----------------- |
|                      |       | da Silva 29', 89' |

| Dynamo Dresda         | 2 – 0 | Bayer Uerdingen |
| --------------------- | ----- | --------------- |
| Lippmann 50' Pilz 62' |       |                 |

### A doua manșă
| Dinamo Kiev                                                     | 5 – 1 | Rapid Viena   |
| --------------------------------------------------------------- | ----- | ------------- |
| Yaremchuk 7', 32' Belanov 12' (pen.) Blohin 43' Yevtushenko 79' |       | Halilović 27' |

| Benfica                               | 2 – 1 | Dukla Praga  |
| ------------------------------------- | ----- | ------------ |
| Carlos Manuel 19' Manniche 37' (pen.) |       | Korejčík 65' |

| Atlético Madrid | 1 – 1 | Steaua Roșie Belgrad |
| --------------- | ----- | -------------------- |
| Marina 7'       |       | Đurović 82'          |

| Bayer Uerdingen                                                                   | 7 – 3 | Dynamo Dresda                           |
| --------------------------------------------------------------------------------- | ----- | --------------------------------------- |
| W. Funkel 13', 58' (pen.) 81' (pen.) Guðmundsson 62' Schäfer 66', 86' Klinger 86' |       | Minge 1' Lippmann 36' Bommer 41' (o.g.) |

## Semifinale
| Echipa 1        | Scor gen. | Echipa 2        | Tur | Retur |
| --------------- | --------- | --------------- | --- | ----- |
| Dinamo Kiev     | 4–1       | Dukla Praga     | 3–0 | 1–1   |
| Atlético Madrid | 4–2       | Bayer Uerdingen | 1–0 | 3–2   |

### Prima manșă
| Dinamo Kiev                | 3 – 0 | Dukla Praga |
| -------------------------- | ----- | ----------- |
| Blohin 7', 37' Zavarov 35' |       |             |

| Atlético Madrid  | 1 – 0 | Bayer Uerdingen |
| ---------------- | ----- | --------------- |
| Julio Prieto 79' |       |                 |

### A doua manșă
| Dukla Praga | 1 – 1 | Dinamo Kiev        |
| ----------- | ----- | ------------------ |
| Kříž 71'    |       | Belanov 63' (pen.) |

| Bayer Uerdingen            | 2 – 3 | Atlético Madrid                               |
| -------------------------- | ----- | --------------------------------------------- |
| Herget 55' Guðmundsson 64' |       | Rubio 16' (pen.) Cabrera 28' Julio Prieto 58' |

## Finala
| Dinamo Kiev                           | 3 – 0 | Atlético Madrid |
| ------------------------------------- | ----- | --------------- |
| Zavarov 4' Blohin 85' Yevtushenko 87' |       |                 |

## Golgheteri
| Loc | Nume                   | Echipă                | Goluri |
| --- | ---------------------- | --------------------- | ------ |
| 1   | Igor Belanov           | Dinamo Kiev           | 5      |
| 1   | Oleg Blohin            | Dinamo Kiev           | 5      |
| 1   | Frank Lippmann         | Dynamo Dresda         | 5      |
| 1   | Oleksandr Zavarov      | Dinamo Kiev           | 5      |
| 5   | Sulejman Halilović     | Rapid Viena           | 4      |
| 6   | Thomas Bergman         | AIK                   | 3      |
| 6   | Marian Bîcu            | Universitatea Craiova | 3      |
| 6   | Rudolf Bommer          | Bayer Uerdingen       | 3      |
| 6   | Bent Christensen       | Lyngby BK             | 3      |
| 6   | Jorge Orosmán da Silva | Atlético Madrid       | 3      |
| 6   | Sven Dahlkvist         | AIK                   | 3      |
| 6   | Friedhelm Funkel       | Bayer Uerdingen       | 3      |
| 6   | Wolfgang Funkel        | Bayer Uerdingen       | 3      |
| 6   | Lárus Guðmundsson      | Bayer Uerdingen       | 3      |
| 6   | Pavel Korejčík         | Dukla Praga           | 3      |
| 6   | Peter Pacult           | Rapid Viena           | 3      |
| 6   | Stanislav Pelc         | Dukla Praga           | 3      |
| 6   | Hans-Uwe Pilz          | Dynamo Dresda         | 3      |
| 6   | Wolfgang Schäfer       | Bayer Uerdingen       | 3      |
| 6   | Quique Setién          | Atlético Madrid       | 3      |
| 6   | Ladislav Vízek         | Dukla Praga           | 3      |
| 6   | Ivan Yaremchuk         | Dinamo Kiev           | 3      |
| 6   | Vadym Yevtushenko      | Dinamo Kiev           | 3      |